# 8:46 (trò chơi điện tử)
8:46 là một tựa game độc lập thực tế ảo dựa trên sự kiện ngày 11 tháng 9. Game lấy bối cảnh ở Trung tâm Thương mại Thế giới và trong vụ máy bay lao xuống Tháp Bắc. Trò chơi được gọi là 8:46 vì đó là thời điểm chính xác mà Chuyến bay 11 của American Airlines đâm vào Tháp Bắc.